# Protodontopteryx
Protodontopteryx são um gênero pré-histórica de grandes aves marinhas. Gênero inclui a espécie P. ruthae.